# Liste der Monuments historiques in Lanvallay
Die Liste der Monuments historiques in Lanvallay führt die Monuments historiques in der französischen Gemeinde Lanvallay auf.

## Liste der Bauwerke
| Bezeichnung    | Beschreibung    | Standort         | Kennzeichnung | Schutzstatus | Datum | Bild           |
| -------------- | --------------- | ---------------- | ------------- | ------------ | ----- | -------------- |
| Friedhofskreuz | 16. Jahrhundert | Tressaint (Lage) | PA00089297    | Inscrit      | 1927  | weitere Bilder |

## Liste der Objekte
- Monuments historiques (Objekte) in Lanvallay in der Base Palissy des französischen Kultusministeriums